# Hit the Lights (canción de Selena Gomez & the Scene)
«Hit the Lights» (Español: «Enciende las luces»)
es una canción de género dance interpretada por la banda estadounidense Selena Gomez & the Scene, incluida en su tercer álbum de estudio When the Sun Goes Down, de 2011. El tema fue compuesto por Leah Haywood, James Daniel y Tony Nilsson, mientras que su producción musical estuvo a cargo de Haywood y Daniel Pringle bajo su apodo de Dreamlab. Su letra habla acerca de «[estar] satisfecho personalmente, y no descansar hasta lograr tus objetivos». La vocalista de la banda, Selena Gomez, expresó que el tema trata «básicamente sobre cada oportunidad perdida que he tenido» y que «enseña a las personas a ser más relajados y aprender a divertirse un poco más».
«Hit the Lights» tuvo una buena recepción comercial en varios países. En Bélgica alcanzó la posición número 11 en la lista Ultratip 40, lista que sugiere las mejores canciones para el Ultratop 50. También debutó en el Canadian Hot 100 en el puesto número 93, y tres semanas después alcanzó el puesto número 55. Por otro lado, en la lista Hot Canadian Digital Songs, lista que alberga las canciones más descargadas del Canadian Hot 100, la canción alcanzó la posición número 47. En Eslovaquia, en la lista Radio Top 100 Chart, debutó en la posición número 33, y en Rusia en la lista Russian Music Charts alcanzó la posición 63.
La banda interpretó la canción en vivo por primera vez en los premios MTV Europe Music Awards, celebrados en Belfast el 6 de noviembre de 2011, donde Selena Gomez fue la presentadora. En la interpretación, la vocalista vestía un enterizo morado con brillos. El video musical se estrenó el 16 de noviembre del 2011 en la cuenta VEVO oficial de Selena Gomez & the Scene; en él aparecen Gomez y sus amigos corriendo por la ciudad y divirtiéndose en fiestas nocturnas.

## Antecedentes y descripción

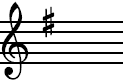
«Hit the Lights», una canción de pop, está compuesta en una tonalidad de sol mayor.

En una entrevista con la revista Billboard, la cantante habló sobre cada tema del álbum. En la descripción de «Hit the Lights», comentó que la letra de la canción hablaba de cosas relacionadas con todo el mundo y mencionó que «es una de esas canciones sobre vivir la vida en el momento». Gomez sugirió lanzar el sencillo con una imagen de «adelanto» del vídeo musical. La fotografía se publicó en su Twitter el 30 de septiembre de 2011 junto con el mensaje: «con algunas chicas de mi gira, grabando el vídeo, ¡no puedo esperar a que lo vean!». La canción se lanzó junto al álbum el 28 de junio de 2011, como la quinta canción de When the Sun Goes Down. Se confirmó la grabación del vídeo musical cuando Gomez publicó un fragmento de la canción en su Twitter oficial:

It's the boy you never told 'I like you' it's the girl you LET get away. It's the one you saw that day on the train but you freaked out and walked away
Es el chico a quien nunca dijiste «me gustas» es la chica que dejaste ir. Es quien viste ese día en el tren pero te asustaste y te fuiste.
Fragmento de letra de «Hit the Lights»

«Hit the Lights» fue compuesta por Leah Haywood, James Daniel, y Nilsson Tony, mientras que su producción estuvo a cargo de Haywood y Daniel Pringle bajo su apodo de Dreamlab. La canción se grabó en los estudios Dreamlab en Los Ángeles (California) y la mezcla del mismo se llevó a cabo en los estudios MixStar en Virginia Beach (Virginia). «Hit the Lights» es una canción dance animada que tiene una duración de tres minutos y catorce segundos. Su letra expresa un enfoque más adulto a las situaciones de la vida y muestra más madurez que las grabaciones anteriores de la banda. También es musicalmente distinta de las demás canciones de When the Sun Goes Down y recibió críticas que señalan que es una canción «apropiada para una discoteca». De acuerdo con la partitura publicada en Musicnotes, la canción tiene un tempo allegro de 132 pulsaciones por minuto y está compuesta en la tonalidad sol mayor. El registro vocal de Selena Gomez se extiende desde la nota baja re♯3 hasta la alta si♯4.

## Recepción

### Comentarios de la crítica
Bill Lamb del sitio About.com, tras hacer una revisión de When the Sun Goes Down, señaló que «Hit the Lights», «Love You like a Love Song», «That's More Like It» y «Middle of Nowhere» eran los mejores temas del álbum. Tim Sendra de Allmusic elogió la voz de la vocalista en la canción, al comentar que «parece una diva convincente en "Hit the Lights"».
Blair Kelly de musicOMH señaló que el tema podría ser un «hit masivo, sin embargo, [comparado] con las demás canciones del álbum, no tiene sentido. Hay algo realmente extraño en la letra, una estrella Disney de 18 años mostrándose como una veterana de las discotecas a su primer público: [es] la generación más joven». Amy Sciarretto de PopCrush en su revisión de When the Sun Goes Down comentó: «[«Hit the Lights»] es una [canción] dance club [que invita] a levantar la copa, [sin embargo] no es una de las más fuertes del álbum [...]». El sitio Kidzworld en una revisión del álbum, criticó positivamente a «Hit the Lights» y elogió su contenido lírico, comentando que:

Esta canción deja claro que Selena encuentra mucha inspiración en uno de sus ídolos: ¡Britney Spears! nos hizo olvidarnos totalmente de nuestros problemas mientras la escuchamos [la canción], y nos dio la esperanza de que puedes tener una segunda oportunidad en algo que creíste que habías perdido la primera vez.
Kidzworld

### Desempeño comercial
«Hit the Lights» no tuvo mayor éxito en las listas de popularidad en comparación con su antecesor «Love You like a Love Song», sin embargo, logró posicionarse en el puesto número 11 de la lista Ultratip 40, de la región flamenca de Bélgica, convirtiéndose en la cuarta canción mejor posicionada en dicha región, solo tras «A Year Without Rain», «Naturally» y «Who Says». En la lista Radio Top 100 Chart de Eslovaquia debutó en el número 33, sin embargo semanas más tarde decayó a la posición número 86 y 64, para finalmente salir de la lista. En Canadá debutó en el puesto número 93, y dos semanas después alcanzó su mayor posición en el número 55. Antes de ser lanzada como sencillo en los Estados Unidos, la canción se ubicó en el puesto número tres de la lista Bubbling Under Hot 100 Singles perteneciente a la revista estadounidense Billboard. En dicha lista se incluyen veinticinco canciones que aún no han aparecido en el Billboard Hot 100. Hasta julio de 2013, vendió 500 000 descargas en dicho país. También alcanzó la posición 63 en la lista Russian Music Charts de Rusia, convirtiéndose en el segundo sencillo de la banda en aparecer en esa lista, después de que «Love You like a Love Song» alcanzara el número 1.

## Video musical

### Versión original
Según la intérprete, lo que más disfrutó de grabar el video «fue el tener un tiempo para estar con ella misma y pensar en lo que quiere para el futuro, especialmente hoy en día». El 16 de febrero de 2012 se publicó en la cuenta personal de Selena Gomez en YouTube una remezcla del video y canción. En la versión de remezcla del video, se utilizó un filtro para aportarle textura a la imagen, mientras que por otro lado, en la versión remezclada del tema se utilizaron sintetizadores y otros elementos electrónicos para darle a la pista una sensación más bailable.
El estreno del video se llevó a cabo en la cuenta oficial de VEVO de la banda el 16 de noviembre de 2011. Previo al lanzamiento del video, fueron lanzados cinco adelantos del mismo los días 7, 8, 10, 14 y 15 de noviembre, respectivamente. El video se filmó en Santa Clara (California) y la grabación estuvo dirigida por Philip Andelman, quien anteriormente también dirigió el video musical de «Round & Round».

Santa Clara (California), lugar donde se llevó a cabo la filmación del video.

El video comienza con Selena cantando la primera estrofa con globos gigantes de color amarillo detrás de ella. Posteriormente, Gomez y un grupo de amigos lanzan los globos al aire y juegan con ellos. En la siguiente escena Selena y sus acompañantes juegan con calabazas y realizan volteretas en un maizal, seguidamente se les ve en un camión comiendo y jugando con sandías. Tras esto se hace de noche y se les ve en un bosque alumbrado con linternas, una pista de baile y una discoteca. Al finalizar, se puede ver a Gomez bailando entre globos de color rosa, danzando con fuegos artificiales de fondo y a sus amigos corriendo por la ciudad.
En el video, Selena cambia siete veces de vestuario, utiliza diferentes atuendos y luce peinados coloridos, con mechas rosas y azules y faldas abombadas.
Cristin Maher de PopCrush señaló que el video «es algo que recuerda a Katy Perry en el clip de «Teenage Dream», en el sentido de que se trata de que los jóvenes realmente deben vivir el momento». También comentó que el video pone de relieve la calidad general de la canción además de mostrar el crecimiento de la cantante en cuanto a la elección de elementos visuales atractivos y cautivadores de sus canciones. Por otro lado, Jeff Benjamin, de la revista Billboard comentó:

Gomez sigue siendo tan inocente como siempre, con gafas de sol demasiado grandes para su cara en la primera escena. 
De hecho, el momento más polémico del vídeo es cuando Selena y su pandilla rompen una calabaza en pedazos. No es una niña, definitivamente no ... pero tampoco una mujer (ella todavía está de fiesta en un estadio de fútbol). A partir de este vídeo, parece que a los 19 años de edad, todavía tiene un poco de tiempo antes de deshacerse de su imagen reluciente.
Jeff Benjamin

### Segunda versión
El 19 de abril de 2012 fue publicada en la cuenta VEVO de la banda en YouTube, la segunda versión del video de «Hit the Lights». Este se desarrolla completamente en un escenario nocturno y se intercalan escenas de la versión original del video junto con imágenes propias de la segunda versión, en las que se le ve a Gomez en diversas fiestas nocturnas, bailando entre globos y corriendo por la ciudad. El estreno de la segunda versión del video se llevó a cabo luego de una presentación de la banda en El Capitan Theatre, donde interpretaron «Hit the Lights».

## Presentaciones en directo
El 24 de julio de 2011, la banda interpretó la canción en O.C. Fair mientras la vocalista lucía un vestido con lentejuelas plateadas y rosa. Posteriormente, Justin Bieber —expareja de Gomez— hizo una aparición en el concierto, donde interpretó algunos de sus éxitos. El 6 de noviembre de 2011 en los MTV Europe Music Awards —ceremonia en la que Selena Gomez fue anfitriona— la banda volvió a interpretar el tema. En la presentación, Selena vistió un enterizo morado con brillos. Dicha presentación se ubicó en el puesto número uno de los videos más visitados en MTV y superó así a vídeos como «The One That Got Away» de Katy Perry y «Criminal» de Britney Spears. El 31 de diciembre de 2011, la banda interpretó la canción en el especial de año nuevo de MTV, MTV’s NYE in NYC 2012 junto con «Love You like a Love Song». El 17 de abril de 2012 la banda se presentó en Dancing with the Stars para interpretar el tema, siendo ésta la primera actuación en vivo de la agrupación en el año, luego de que se separaran temporalmente con la finalidad de que la vocalista se enfocara en la actuación.

## Lista de canciones
- Descarga digital[4]

| Descarga digital |                  |          |  |
| N.º              | Título           | Duración |  |
| 1.               | «Hit the Lights» | 3:14     |  |

- Descarga digital[39]

| EP Remixes |                                                |          |  |
| N.º        | Título                                         | Duración |  |
| 1.         | «Hit the Lights»                               | 3:14     |  |
| 2.         | «Hit the Lights» (MD's Remix)                  | 6:08     |  |
| 3.         | «Hit the Lights» (MD's Remix Edit)             | 3:07     |  |
| 4.         | «Hit the Lights» (Azzido Da Bass Club Mix)     | 5:00     |  |
| 5.         | «Hit the Lights» (Azzido Da Bass Radio Edit)   | 3:10     |  |
| 6.         | «Hit the Lights» (Azzido Da Bass Extended Mix) | 4:04     |  |

- Descarga digital

| Dave Audé Radio Remix |                                          |          |  |
| N.º                   | Título                                   | Duración |  |
| 1.                    | «Hit the Lights» (Dave Audé Radio Remix) | 3:27     |  |

- Descarga digital

| Jump Smokers Remix |                                       |          |  |
| N.º                | Título                                | Duración |  |
| 1.                 | «Hit the Lights» (Jump Smokers Remix) | 4:45     |  |

## Posicionamiento en las listas

### Semanales
| País              | Lista                          | Mejor posición |             |
| 2011 - 2012       | 2011 - 2012                    | 2011 - 2012    | 2011 - 2012 |
| ----------------- | ------------------------------ | -------------- | ----------- |
| Bélgica (Flandes) | Ultratip 40                    | 11             |             |
| Bulgaria          | Bulgaria Singles Top 40        | 37             |             |
| Canadá            | Canadian Hot 100               | 55             |             |
| Canadá            | Hot Canadian Digital Songs     | 47             |             |
| Estados Unidos    | Bubbling Under Hot 100 Singles | 3              |             |
| Eslovaquia        | Radio Top 100 Chart            | 33             |             |
| Rusia             | Russian Music Charts           | 63             |             |

### Certificaciones
| País           | Organismo certificador | Certificación | Simbolización | Ref.   |
| -------------- | ---------------------- | ------------- | ------------- | ------ |
| Estados Unidos | RIAA                   | Platino       | ▲             | [ 42 ] |

## Premios y nominaciones
El sencillo «Hit the Lights» fue nominado en distintas ceremonias de premiación. A continuación, una lista de las candidaturas que obtuvo:
| Año  | Ceremonia de premiación | Premio                  | Resultado | Ref.   |
| ---- | ----------------------- | ----------------------- | --------- | ------ |
| 2012 | MuchMusic Video Awards  | Video más visto del año | Nominado  | [ 43 ] |
| 2012 | Teen Choice Awards      | Sencillo grupal         | [ 44 ]    |        |

## Historial de lanzamientos
| País           | Fecha                | Formato | Ref.   |
| -------------- | -------------------- | ------- | ------ |
| Argentina      | 20 de enero de 2012  | Digital | [ 45 ] |
| Australia      | 20 de enero de 2012  | Digital | [ 46 ] |
| Brasil         | 20 de enero de 2012  | Digital | [ 47 ] |
| Países Bajos   | 20 de enero de 2012  | Digital | [ 48 ] |
| Noruega        | 20 de enero de 2012  | Digital | [ 49 ] |
| Nueva Zelanda  | 20 de enero de 2012  | Digital | [ 50 ] |
| Italia         | 20 de enero de 2012  | Digital | [ 51 ] |
| Suiza          | 20 de enero de 2012  | Digital | [ 52 ] |
| Francia        | 23 de enero de 2012  | Digital | [ 53 ] |
| Canadá         | 23 de enero de 2012  | Digital | [ 54 ] |
| Dinamarca      | 23 de enero de 2012  | Digital | [ 55 ] |
| Finlandia      | 23 de enero de 2012  | Digital | [ 56 ] |
| México         | 23 de enero de 2012  | Digital | [ 57 ] |
| Luxemburgo     | 23 de enero de 2012  | Digital | [ 58 ] |
| Portugal       | 23 de enero de 2012  | Digital | [ 59 ] |
| Singapur       | 23 de enero de 2012  | Digital | [ 60 ] |
| Bélgica        | 23 de enero de 2012  | Digital | [ 61 ] |
| Alemania       | 27 de enero de 2012  | Digital | [ 39 ] |
| Austria        | 27 de enero de 2012  | Digital | [ 62 ] |
| Estados Unidos | 7 de febrero de 2012 | Digital | [ 63 ] |

## Créditos y personal
| Personal - Voz - Selena Gomez - Producción - Dreamlab - Composición de canción - Leah Haywood, Daniel James, Tony Nilsson - Mezcla - Serban Ghenea - Ingeniería - John Hanes, Phil Seaford Créditos adaptados de la línea de notas de When the Sun Goes Down, Hollywood Records | Grabación y mezcla - Grabado en los estudios Dreamlab en Los Ángeles, California - Mezclado en los estudios MixStar en Virginia Beach, Virginia |